# My Major Company
My Major Company (MMC) est une plateforme de financement participatif. À sa création en 2007, My Major Company est un label participatif qui propose aux internautes de soutenir financièrement de jeunes artistes, en contrepartie de quoi les internautes touchent une rémunération sur les ventes physiques et numériques de l'album. Depuis mai 2012, My Major Company est scindé en deux entités distinctes : un label de musique d'un côté et une plateforme de financement participatif, de l'autre, accueillant tous types de projets.
De 2007 à 2012, la société affirme avoir levé avec sa plateforme 13 millions d'euros sur les différents projets mis en lignes.

## Historique

### 2007-2009: le label participatif
Le site ouvre ses portes en décembre 2007. My Major Company propose un catalogue d'une dizaine d'artistes choisis par la direction artistique. Les internautes peuvent investir des parts de 10 € sur les artistes en lesquels ils croient. Une fois la barre des 70 000 € atteinte, l'artiste est envoyé en studio puis sort son album. My Major Company, les internautes et l’artiste se partagent un pourcentage des recettes nettes dégagées par les ventes physiques et numériques du projet, respectivement 20 %, 40 % et 40 %.
Le premier artiste à atteindre sa jauge est Grégoire. Les 70 000 euros sont atteints le 15 février 2008, c’est-à-dire moins de deux mois après sa mise en ligne[réf. à confirmer].
En 6 mois, 5 artistes atteignent les 70 000 euros : (Grégoire, Thierry De Cara, Joyce Jonathan, Eyejack et Agonie)[réf. souhaitée]. Parmi eux la première jeune fille produite par ce système, le 13 mai 2008 : Joyce Jonathan[réf. à confirmer].
En août 2008, l’équipe de My Major Company met en ligne une nouvelle artiste : Irma. En deux jours, elle récolte l'argent nécessaire pour concocter son premier album, Letter to the Lord. Plus de 400 internautes-producteurs, qui ont suivi ses prestations sur le Web, décident de soutenir son projet.
En janvier 2009, Stéphane Courbit entre dans le capital de My Major Company. L'ancien patron d'Endemol France injecte plus de trois millions d'euros sur trois ans, via sa structure d'investissements Financière Lov, dans le label musical communautaire sur internet. Cette opération valorise la start-up à 10 millions d'euros.

#### Grégoire
Le 22 septembre 2008, l’album Toi + Moi de Grégoire sort et se classe directement no 2 du top album. Il restera plus de deux ans dans le Top 30 des meilleures ventes d'albums. L'opus s'écoule à plus de 1 200 000 exemplaires et ses producteurs, qui ont pu suivre l'avancement de l'album, percevront une rémunération de près de 20 fois la mise initiale.
Son second album Le Même Soleil, également produit par les internautes de My Major Company, sort le 15 novembre 2010 et comporte notamment un duo inédit avec Jean-Jacques Goldman, La Promesse.
Un troisième album, plus électrique, sort le 16 novembre 2013 : Les roses de mon silence composé de 17 titres.

### 2010-2011: premières tentatives de diversification
Le 18 janvier 2010 My Major Company commercialise l’album de Joyce Jonathan Sur Mes Gardes.
Arrangé par Louis Bertignac, l’opus décroche un disque d’or en trois mois seulement et se hisse à la première place des ventes d'albums en téléchargement[réf. à confirmer], avant d’être certifié disque de platine. L’album, en mandarin, sera commercialisé à Hong Kong et Taïwan fin 2010.
Presque à la même date, le 25 janvier 2010, sort l'album de Thierry De Cara Une vie entière. Dans une longue interview consacrée à son album, l'artiste s'étonnera publiquement de ne pas avoir été associé à la campagne promotionnelle de sa consœur « J'ai découvert par hasard la présence de Joyce et de Grégoire sur « Le Grand Journal », en direct à la télé. Personne ne m'en avait parlé. », et reviendra sur les difficultés rencontrées lors de la réalisation de son disque.

#### My Major Company Books
Le 27 mai 2010, My Major Company ouvre le site My Major Company Books (MMC Books), en association avec la maison d'édition XO éditions. Le site permet aux auteurs de présenter leur projet via un espace personnel et propose aux internautes de cofinancer les 20 000 euros requis pour l'édition du livre, la mise minimale étant de 10 euros. Une fois cette somme atteinte, l'édition et la diffusion des ouvrages est assurée par XO éditions, chaque livre étant édité à hauteur d'au moins 10 000 exemplaires.
Les internautes-éditeurs se partageront 25 % des revenus nets générés en librairie et toucheront 5 % des recettes nettes sur les cessions de droit (poche, étranger, cinéma, etc.). Ils sont informés et sollicités par My Major Company Books à chaque étape importante du développement du projet, comme pour le choix de la couverture du livre.
Mais seuls six livres dans les trois premiers mois de la plateforme, seront sélectionnés et proposés au financement, puis commercialisés. Aucun d'entre eux ne connaîtra de succès commercial notable et la filiale MMC Books fermera en 2012, à l'occasion de la restructuration de la société :
- Elena Klein, Cendrillon à Hollywood - Paru en 2010 ;
- Al Coriana, No Life - Paru en 2010 ;
- Erik Wietzel, Ne cherche pas à savoir - Paru en 2010 ;
- Xavier Müller, Dans la peau d'un autre - Paru 2011 ;
- Christian Cazalot & Eric Cazalot, Come Back - Paru 2011 ;
- Shaké Mouradian, Jude.R - Paru en 2011.

#### My Major Company UK
Le 21 octobre 2010, MyMajorCompany se lance en Angleterre avec à sa tête Paul-Rene Albertini, ex-Chairman and CEO (PDG) de Warner Music International.
Le modèle est en tout point similaire au modèle français. Le premier groupe à atteindre 100 000 £ est Ivyrise[réf. à confirmer] qui a notamment participé à la compilation Génération Goldman (produit par My Major Company). L’album d’Ivyrise est sorti en Angleterre le 5 septembre 2011 et en France le 18 février 2013.
Les deux autres artistes à avoir émergé via My Major Company UK sont Some Velvet Morning (sortie France 13 mai 2013) et Millers Daughter.
Comme MMC Books, MMC UK fermera en 2012.

#### My Major Company BD
En octobre 2011, My Major Company s'associe au groupe Media Participations qui détient notamment Dupuis, Dargaud et Le Lombard pour lancer My Major Company BD. Comme c'est le cas pour My major Company Music et sa déclinaison littéraire My Major Company Books, les auteurs pourront proposer leur projet via un espace personnel. Les internautes auront la possibilité de les financer et quand la somme nécessaire sera réunie (entre 10 000 et 25 000 euros), l'auteur pourra voir son album édité. Les contributeurs recevront une participation sur les bénéfices, au prorata des sommes engagées. Les maisons d'éditions impliquées pourront aussi financer directement un projet, si celui-ci les intéresse.
5 bandes dessinées atteindront les 25 000 euros nécessaires à leur édition[réf. à confirmer] :
- Le Chômeur et sa Belle (Dupuis) – Jacques Louis
- Shrimp (Dargaud) – B d’aoust, M. bruniat et M. Donck
- La Ballade de Magdalena (Le Lombard) – C. Dubois
- Pleine Lune (Dargaud) - par Bauthian et Saponti
- Le Chômeur et sa Belle tome 2 (Dupuis) – Jacques Louis

### 2012-2013: restructuration, succès et polémiques
En mai 2012, My Major Company décide d’agréger l’ensemble de ses filiales sur une seule et même plateforme et d’ouvrir son site à tous types de projets. « My Major Company va devenir un site d'intermédiation généraliste. N'importe quel créateur, qu'il s'agisse de musique, de bandes dessinées, de livres mais aussi de technologie, de jeux vidéo, de photographie ou de tout autre domaine créatif pourra proposer son projet au financement des internautes » explique la plateforme dans un communiqué, qui souligne l'importance croissante du financement participatif.
Cette restructuration s'explique aussi en raison de la faible rentabilité de la branche production participative. Dans une interview au site Jim Le Pariser, le président de la société affirme que son entreprise perd de l’argent depuis le début avec le financement participatif et n’est rentable qu'avec la partie label. Une fragilité de ce secteur corroborée par plusieurs articles qui rapportent qu'entre 2008 et 2012, seuls trois artistes estampillés "My Major Company" ont connu le succès permettant de rentabiliser l'album et rembourser les internautes de leur participation.
C'est sur ce modèle d'intermédiation que My Major Company ouvre une filiale espagnole en coentreprise avec le groupe média Prisa. My Major Company Espagne ouvre ses portes le 30 octobre 2012. La société est dirigée par Borja Prieto, ancien directeur marketing chez Universal Espagne, puis directeur des contenus de Myspace.

#### Controverse albumOxygen
Le 4 juin 2012, Baptiste Giabiconi propose aux internautes de participer au financement de son premier album, Oxygen.
Avec 280 000 euros levés en trois mois, My Major Company bat un record de souscriptions pour un disque.
Le 24 septembre 2012 l'album de Baptiste Giabiconi, d'abord commercialisé en exclusivité sur le site Vente-privée, obtient la première place dans les classements de ventes dès sa sortie. L'artiste alors peu connu détrône Mika et Pink.
Le SNEP décide alors d’exclure l’album du classement officiel. « Le Snep exclut toujours les albums vendus en exclusivité chez un seul distributeur. On s'est aperçu qu'il y avait une exclusivité de fait avec le site Vente-privee.com », explique David El Sayegh, directeur général du Snep (Syndicat national de l'édition phonographique).
Dans un communiqué de presse Jacques-Antoine Granjon, fondateur et PDG de Vente Privée, parle d'une injustice et suppose que des pressions (d'une major ?) ont pesé sur les épaules du SNEP afin de motiver cette décision selon le journaliste qui relate cette publication. « Nous lançons des artistes référencés au classement GFK depuis 2011. Nous condamnons d'autant plus cette décision que cette année, pas moins de 5 artistes distribués par notre site ont été classés dans le TOP GFK pendant 14 semaines, avec les mêmes conditions de prix (6 € + 2,50 € de frais de port), sans que le SNEP ne se soit jamais manifesté » résume le PDG de VP.
Mais le SNEP justifie aussi sa décision par le décalage inédit entre les ventes effectuées sur le site vente-privee.com (99,4 %) et sur les autres platesformes de téléchargement concurrentes telles Itunes ou Amazon (0,6 %). Le Point, lui, va plus loin, parle d'un coup marketing raté destiné à créer le buzz, et soupçonne que le budget communication - destiné à promouvoir l'album – ait été tout simplement utilisé par ses propres promoteurs pour acheter le disque à prix de gros sur le site vente-privee.com, afin de gonfler artificiellement le volume des ventes,.
Une suspicion relancée par le SNEP trois semaines plus tard, à la sortie officielle dans les bacs le 15 octobre 2012, quand le syndicat révèle que 1 589 des 2 418 albums vendus l'ont été dans le réseau FNAC, dont 811 CD sur deux jours pour le seul magasin des Champs-Élysées. Le principal producteur de l'album Oxygen poursuit sa communication en remettant un disque d'or symbolique – non certifié par le SNEP, le seul organisme habilité à le décerner - lors d'un concert le 22 octobre 2012 au Divan du Monde à Paris.
Après la décision du SNEP, excluant les 21 000 premières ventes, l'observation des statistiques de vente réellement validées par Charts in France fait apparaître une chute vertigineuse du classement, l'album disparaissant du top album dès le 3 novembre 2012.
Une sortie en Allemagne est annoncée pour septembre 2013 sur le label SMART (Sony Music) qui aurait en charge l’exploitation européenne de l’album.

#### Projets les plus financés & Génération Goldman
En octobre 2012, Chips et Noi, deux spécialistes de e-sport décident de tenter, via My Major Company, le financement participatif pour leur projet Tales of the Lane. Alors que les organisateurs demandent 80 000 euros, c’est 105 000 euros qui sont récoltés en quelques semaines, ce qui constitue un record en France pour un projet financé sur le modèle du « don contre don », c’est-à-dire sans retour financier.
En février 2016, c'est la start-up high tech Wistiki qui bat le record du projet le mieux financé sur My Major Company, avec ses objets connectés pour ne plus perdre ses affaires designés par Philippe Starck. 196 000 euros sont récoltés en 2 mois, soit 2000% de la somme initialement demandée (Wistiki fera faillite en 2020).
Un mois plus tard, le label My Major Company commercialise Génération Goldman en coproduction avec M6. C’est le premier projet commercialisé par le label sans le soutien des internautes, bien que plusieurs artistes du label aient été placés sur la compilation (Ivyrise sur Je te Donne, Baptiste Giabiconi sur Là-Bas, Irma sur Puisque tu Pars). La compilation entre directement numéro 1 du classement et entre dans le top 5 des albums les plus vendus en 2012 en seulement quelques semaines d’exploitation.
Un second volume de l'album est annoncé pour août 2013.

#### Accusations
Le 9 janvier 2013, un article en ligne du magazine Le Point met le feu aux poudres en se faisant l’écho de la fronde issue d’un groupe d’internautes-producteurs en colère, déçus par My Major Company et ses méthodes.
L’article fait état de nombreux reproches liés au développement des artistes produits sur l’ancien modèle de My Major Company ; des délais de production trop longs, en moyenne 2 ans (et même 4 ans dans le cas de l’artiste J. Comblat) ; des faibles retours sur investissements. Jusqu’en 2012, seuls trois artistes auraient vendu suffisamment de disques (au-delà de 10 000 exemplaires) pour rembourser les internautes de leur participation ; l’opacité de fonctionnement de la société. Le label ne justifierait de rien. Les internautes ne sauraient pas comment leur argent investi est utilisé, et les artistes n’auraient pas toujours leur mot à dire sur le développement de leur projet. « Le label décide seul des dépenses et de façon unilatérale pour la production de l'album. » (Victor Lugger, directeur financier My Major Company)
Attaqué par Le Point, My Major Company réplique et délivre son droit de réponse, admettant une part d’erreurs et d’échecs dans son travail, mais réfutant en bloc « les attaques sur l’honnêteté de leur fonctionnement portées par une méconnaissance totale des réalités du marché et de nos processus internes. », regrettant « que certains médias s’en fassent l’écho sans plus de mesure ».
France info se fait à son tour le relais de cette polémique et évoque le dépôt d’une plainte par un internaute auprès du procureur de la république de Paris. L'information est reprise plus tard par le site Numerama. Cet internaute a misé 200 euros sur un artiste dont l’album n’est toujours par sorti après 3 ans d’attente. Il demande le remboursement de ses parts ainsi que des dommages et intérêts. Le procureur n’a, à ce jour, pas donné suite à sa plainte. France info relaye également le témoignage d’un artiste qui estime avoir eu affaire « à des gens totalement incompétents pour tout l’aspect promotionnel, marketing », regrettant une absence de vision à long terme.
À ces critiques, Sevan Barsikian (cofondateur de la société) rétorque sur l’antenne de France Info qu’il faut « laisser les gens parler, les chiens aboyer ». Reconnaissant qu’il est normal de rendre des comptes aux internautes, il rejette les accusations d'opacité et ajoute que sa société répond à tous ceux qui en font la demande, même si ça ne se fait pas spontanément « ça n’a jamais été dans la philosophie de la boite ».
Dans une interview pour le journal Technikart, de mars 2013, Michael Goldman met en avant « les 91 projets financés, les 26 000 fans Facebook et la majorité de notre clientèle qui a tiré de cette expérience un plaisir immédiat », mais reconnaît que le financement participatif « n'est qu'un outil de plus » qui ne garantit pas le succès.

#### Depuis 2012
Pour l’année 2012, My Major Company annonce un chiffre d’affaires de 11 millions d’euros pour un résultat net supérieur à 700 000 euros[réf. souhaitée] et début 2013, Arthur annonce entrer dans le capital de My Major Company. Il y rejoint Stéphane Courbit avec lequel il avait monté Case Production devenue ASP, puis Endemol France en 2001.
Arthur et My Major Company envisageraient de lancer MMC Humour, un système de production à destination des humoristes.
My Major Company en mars 2013 se lança dans le financement de films à budget important. Les donateurs sont crédités au générique du film et reçoivent un retour financier selon la carrière commerciale du long métrage. L'un des premiers films financé est Piégé, un film de Yannick Saillet sur un soldat (Pascal Elbé) bloqué par une mine en Afghanistan. Le film est finalement une catastrophe critique et commerciale.
En septembre 2013, My Major Company devient le premier label indépendant à classer deux albums dans le top 5 des ventes SNEP,[réf. souhaitée] avec Génération Goldman Volume 2 et le troisième album de Grégoire Les Roses de mon silence.
Fin avril 2014, les nouveaux chiffres sortent : c'est l'hécatombe et nombre de producteurs se plaignent de n'avoir rien ou presque, estimant par ailleurs que MMC n'a pas respecté son obligation de promouvoir les projets produits.[réf. souhaitée]
En avril 2015, la plateforme a lancé en partenariat avec Viparis une offre de financement participatif de spectacles et d'événements en France nommée Paris Event Maker.
En février 2016, My Major Company annonce l'arrêt de nouveaux financements de projets et donc l'arrêt à terme du site, souhaitant se concentrer sur d'autres activités comme Tipeee et sur son label, alors même que le plus gros projet jamais financé sur sa plateforme se révèle précisément à ce moment-là. Il s'agit du projet développé par la start-up high tech Wistiki, avec ses objets connectés pour ne plus perdre ses affaires dont le design est de Philippe Starck.

## Artistes et albums du label My Major Company entre 2008 et 2015
| Artiste                      | Album                                                       | Date de parution                     | Ventes physiques  | Téléchargements | Certifications           | Retour producteur pour 10 € investi (hors frais)                                |
| ---------------------------- | ----------------------------------------------------------- | ------------------------------------ | ----------------- | --------------- | ------------------------ | ------------------------------------------------------------------------------- |
| Grégoire                     | Toi + Moi Le Même Soleil Les Roses de mon silence           | 09/06/2008 15/11/2010 16/09/2013     | 737 000 232 136 / | 28 377 11 362 / | France : Diamant · / · / | 220 € 15,99 € Non produit par les internautes                                   |
| Agonie                       | De l'autre côté du miroir                                   | 23/03/2009                           | 3095              | /               |                          | 0,62 €                                                                          |
| Joyce Jonathan               | Sur mes gardes                                              | 18/01/2010                           | 137 359           | 18 357          | /                        | 41,05 €                                                                         |
| Thierry De Cara              | Une vie entière                                             | 25/01/2010                           | 1422              | /               |                          | /                                                                               |
| Siobhan Wilson               | Songs                                                       | 21/06/2010                           | 1788              | 704             |                          | 0,78 €                                                                          |
| Thony Ritz                   | Night City                                                  | 12/07/2010                           | 348               | /               |                          | 0,19 €                                                                          |
| Marie Amélie                 | Dans un vertige                                             | 27/09/2010                           | 651               | 274             |                          | 0,24 €                                                                          |
| Thomas Pradeau               | À deux pas de ma rue                                        | 22/11/2010                           | 610               | 182             |                          | 0,42 €                                                                          |
| Margaux Simone               | Nana                                                        | 22/11/2010                           | 599               | 91              |                          | 0,35 €                                                                          |
| Eyejack                      |                                                             | 22/11/2010                           | 518               | /               |                          | /                                                                               |
|                              | Lullaby (B.O. du film)                                      | 29/11/2010                           | 298               | 68              |                          | 1,16 €                                                                          |
| Irma                         | Letter To The Lord Faces                                    | 28/02/2011 02/06/2014                | 74 515 /          | 37 643 /        | /                        | 39,60 € Non produit par les internautes                                         |
| Fabien Duclerc               |                                                             | 11/04/2011                           | 294               | 79              |                          | 0,31 €                                                                          |
| Allan Théo                   | Reprends les armes                                          | 16/05/2011                           | 453               | 141             |                          | 0,38 €                                                                          |
| Meltones                     | Nearly Colored                                              | 06/06/2011                           | 1262              | 357             |                          | 0,62 €                                                                          |
| Ivyrise (MMC UK)             |                                                             | England 05/09/2011 France 18/02/2013 | 298               | 62              |                          | 0,16 £                                                                          |
| Greg Laffargue               | Quotidien                                                   | 27/09/2011                           | 568               | 113             |                          | 0,43 €                                                                          |
| Christophe Cirillo           | Funambule                                                   | 23/01/2012                           | 369               | 153             |                          | 0,13 €                                                                          |
| Mani                         | Heroes of Today                                             | 30/01/2012                           | 2301              | 893             |                          | 1,11 €                                                                          |
| Maxime                       | Dis-moi Maman                                               | 13/02/2012                           | 236               | 6               |                          | 0,20 €                                                                          |
| Lola                         | Everybody Relax                                             | 05/03/2012                           | 407               | 169             |                          | 0,22 €                                                                          |
| David Parienti               |                                                             | 19/03/2012                           | 76                | 13              |                          | 0,06 €                                                                          |
| Some velvet morning (MMC UK) | Allies                                                      | 30/04/2012                           | 74                | 67              |                          | 0,03 £                                                                          |
| Wendy Nazaré                 | À tire d’ailes                                              | 14/05/2012                           | 577               | 212             |                          | 0,53 €                                                                          |
| Licia Chery                  | Blue Your Mind                                              | 11/06/2012                           | 625               | 306             |                          | 0,44 €                                                                          |
| Arno Santamaria              | 1362                                                        | 18/06/2012                           | 440               | 131             |                          | 0,22 €                                                                          |
| Hanna                        | 13 h 13                                                     | 08/10/2012                           | 198               | 50              |                          | 0,06 €                                                                          |
| Baptiste Giabiconi           | Oxygen                                                      | 15/10/2012                           | 54 543            | 1112            | Disque d’or non certifié | 5,09 €                                                                          |
| Juno                         | Speed Racer                                                 | 15/10/2012                           | 183               | 21              |                          | 0,07 €                                                                          |
| Alex Kassel                  | Along the Way                                               | 22/10/2012                           | 174               | 4               |                          | 0,11 €                                                                          |
|                              | Les Voix de l’enfant (compilation caritative)               | 19/11/2012                           | 4793              | /               |                          | 1,19 €                                                                          |
|                              | Génération Goldman (Album de reprises) Génération Goldman 2 | 19/11/2012 26/08/2013                | / /               | / /             | France : Diamant · /     | réalisé en collaboration avec M6 interactions (non produit par les internautes) |
| Emily Lady                   | Some Things to Say                                          | 04/03/2013                           | 260               | 221             |                          | 0,07 €                                                                          |
| Matt Marvane                 | Un coin de paradis                                          | 01/04/2013                           | 3173              | 134             |                          | 0,40 €                                                                          |
| Mayor                        | Thérapie De troupe                                          | 17/06/2013                           | 567               | /               |                          | 0,13 €                                                                          |
| Julien Comblat               | Monde nouveau                                               | 23/10/2013                           | 85                | 34              |                          | 0,04 €                                                                          |
| Germain                      | Saison morte                                                | 28/10/2013                           | 157               | /               |                          | 0,06 €                                                                          |
| Lena Luce                    | Métropolitaine                                              | 28/10/2013                           | 471               | 189             |                          | 0,07 €                                                                          |
| Dania Gio                    | Face à face                                                 | 27/11/2013                           | 383               | 235             |                          | 0,07 €                                                                          |
| Judith                       | Tombée Du Lit                                               | 27/01/2014                           | 1216              | 254             |                          |                                                                                 |
| Nicom                        | En plein vol                                                | 10/02/2014                           | 208               |                 |                          |                                                                                 |
| Ika                          | Ménage de printemps                                         | 24/03/2014                           |                   |                 |                          |                                                                                 |
| Joy Wild                     | Face à face                                                 | 31/03/2014                           |                   |                 |                          |                                                                                 |
| Nathalie Beaton              | D’ou l’on vient                                             | 26/05/2014                           |                   |                 |                          |                                                                                 |
| Dumè                         | La Moitié du chemin                                         | 16/06/2014                           |                   |                 |                          |                                                                                 |
| Devon Graves                 | Du Tennessee à Paris                                        | 13/10/2014                           |                   |                 |                          |                                                                                 |
| Bastien Lanza                | 2 h du mat                                                  | 26/01/2015                           |                   |                 |                          |                                                                                 |

### Projets en intermédiation avec intéressement
- Théâtre de Paris

- Tartuffe
- Tout Offenbach ou presque !
- Théâtre de Belleville, Sodome, ma douce
- Théâtre la Pépinière, Carte blanche à François Morel
- Stage Touring France, L'Âge de glace Live !
- Pascal Elbé, Piégé